# جانشینی محمد (کتاب)
جانشینی محمد: بررسی خلافت اولیه (به انگلیسی: The Succession to Muhammad: A Study of the Early Caliphate) کتابی نوشته ویلفرد مادلونگ استاد رشته تاریخ اسلام دانشگاه آکسفورد است. این کتاب در سال ۱۳۷۷ به عنوان کتاب سال جمهوری اسلامی ایران برگزیده شد.
این کتاب توسط بنیاد پژوهش‌های اسلامی آستان قدس رضوی چاپ شده است و بارها تجدید چاپ شده است.

## موضوع
نویسنده با استفاده از منابع فراوان، کتابی دربارهٔ موضوع مهم جانشینی پیامبر اسلام تألیف کرده است. مادلونگ، انگیزه اصلی خود در تألیف این کتاب را، تجدید نظر در بی‌اعتمادی شدید اغلب مورخان و مستشرقین غربی به منابع اسلامی مربوط به صدر اسلام و افسانه شمردن آنها و نگاهی دوباره به تحلیل این رخدادها بر پایه نزدیک‌ترین منابع به آن دوره معرفی و به کوشش خود برای وفادار بودن به روایات اصیل و متقدم تصریح کرده است.

نویسنده، با نگاهی به نقش خانواده‌های پیامبران پیشین به حمایت از انبیا می‌پردازد و نتیجه می‌گیرد که بر اساس قرآن، جانشین طبیعی محمد بن عبدالله نمی‌تواند ابوبکر باشد. وی می‌نویسد: 
تا آنجا که قرآن، افکار محمد را بیان می‌کند، روشن است که او در نظر نداشت ابوبکر جانشین طبیعی او باشد و نه پیامبر به انجام این کار رضایت داشت.
مادلونگ، دیدگاه‌های دو شاهد واقعه یعنی عایشه و عبدالله بن عباس را بررسی کرده است.
به گفتهٔ ویلفرد مادلونگ پایه‌گذار اصلی خلافت عمر بود و ابوبکر را بنابر دلایلی برای انتخاب در مقام خلیفهٔ اول جلو انداخت.

## فصل‌های کتاب
کتاب شامل ۴ فصل است:
- ابوبکر: جانشین رسول خدا و خلافت قریش.

نویسنده در این فصل، بازگو کننده حوادثی است که در سقیفه بنی ساعده گذشت و به چگونگی انتخاب ابوبکر و دیگر حوادت، به صورت تفصیلی اشاره می‌کند.
- عمر: امیر مؤمنان، شایسته سالاری اسلامی، شورا و امپراتوری عربی

نویسنده در این فصل دربارهٔ چگونگی توزیع قدرت سیاسی از سوی عمر به ویژه در ارتباط با بنی هاشم و علی بن ابی طالب بحث کرده است.
- عثمان: خلیفه خدا و فرمانروایی بنی عبد شمس

در این فصل حوادث عصر عثمان و ماجرای قتل وی مورد بحث قرار گرفته است.
- علی: واکنش بنی هاشم نسبت به خلافت

این بخش با عنوان «اختلاف در جانشینی و جنگ جمل» و با بحث دربارهٔ چگونگی به خلافت رسیدن علی بن ابی طالب و سپس ورود به ماجرای جنگ جمل آغاز می‌شود و با عنوان «معاویه و صفین» که طبعاً ویژه بررسی واقعه صفین است تداوم می‌یابد و سرانجام با بحثی تحت عنوان «حکمیت، شورش خوارج و سرانجام کار» بررسی دربارهٔ حوادث عصر علی ابن ابی طالب به پایان می‌رسد.
- خاتمه: بازگشت نظم به جامعه و تشکیل سلطنت خودکامه

در این قسمت بررسی چگونگی بیعت با حسن بن علی و چاره‌اندیشی معاویه برای روی کار آمدن و حوادث عصر اموی تا مرگ نخستین خلیفه مروانیان مطرح شده است.

## دستاوردهای کتاب
این کتاب در ششمین دوره کتاب سال جمهوری اسلامی ایران در سال ۱۳۷۷ برگزیده شد.
این کتاب در دومین دوره کتاب سال ولایت در محور پژوهش‌های موضوعی در سال ۱۳۷۹ و کتاب برگزیده نخستین جشنواره کتاب امامت و ولایت در استان خراسان در سال ۱۳۷۹ برگزیده شد.